# أستراليون أصليون
السكان الأستراليون الأصليون أو الوُطَّان الأستراليون (بالإنجليزية: Aboriginal Australians)‏، وكلمة (aborigine، آبورِجنَي) تعني «مُنذ البِدءِ أو البداية» (بالإنجليزية: from the beginning)‏. هم مختلف الشعوب الأصلية في البر الرئيسي الأسترالي وفي تسمانيا وجزر تيوي. تشتمل هذه المجموعة على العديد من الشعوب المتميزة التي تطورت عبر أستراليا لأكثر من خمسين ألف عام. تمتلك هذه الشعوب تاريخًا وراثيًا مشتركًا على نطاق واسع على الرغم من تعقيده. لكن لم تُعرف هذه الشعوب كأمة واحدة إلا في المائتي عام الماضية. تغير تعريف مصطلح «السكان الأصليين-الابورجينال » مع اختلاف الوقت والمكان، بالإضافة لأهمية نسب الأسرة وتحديد الهوية وقبول المجتمع. في الماضي، كان الأستراليون من السكان الأصليين يعيشون على أجزاء كبيرة من الجرف القاري، وكانوا معزولين في العديد من الجزر البحرية الصغيرة عندما غُمرت الأرض في بداية العصر الجليدي. ومع ذلك، فهم يختلفون عن شعب جزر مضيق توريس، على الرغم من التبادل الثقافي الواسع بينهم.
شكل السكان الأصليون الأستراليون 3.1٪ من سكان أستراليا في عام 2016. كما أنهم يعيشون في جميع أنحاء العالم كجزء من الشتات الأسترالي. قبل الاستيطان الأوروبي الواسع في أستراليا، كان هناك أكثر من 250 لغة لدى السكان الأصليين. ومع ذلك يتحدث معظم السكان الأصليين اللغة الإنجليزية في الوقت الحالي، مع إضافة عبارات وكلمات من لغات السكان الأصليين لخلق لغة إنجليزية للسكان الأصليين تسمى الإنجليزية الأبوريجينية الأسترالية (والتي تمتلك أيضًا تأثيرًا ملموسًا على لغات السكان الأصليين في النطقيات والبنية النحوية). ويعاني السكان الأصليون من النقص في الصحة والاقتصاد مقارنة بالمجتمع الأسترالي الأوسع.

## المصطلح

### التعريفات القانونية والإدارية
اقتُرح تعريف جديد في القسم الدستوري لإدارة شؤون السكان الأصليين «تقرير حول مراجعة إدارة التعريف العملي للسكان الأصليين وسكان جزر مضيق توريس» (كانبيرا، 1981):
الأبوريجينيون أو سكان جزر مضيق توريس هم أشخاص من أصل أبوريجيني أو من جزر مضيق توريس، ويُعرّفون عن أنفسهم أنهم من السكان الأصليين أو من جزر مضيق توريس ويقبلهم المجتمع المحلي الذي يعيشون فيه على هذا النحو.
وقد صرح القاضي جيرارد برينان في حكمه الرئيسي في قضية مابو ضد كوينزلاند (رقم 2):
يعتمد الانتماء إلى السكان الأصليين على النسب البيولوجي من السكان الأصليين وعلى الاعتراف المتبادل بانتماء شخص معين من قبل هذا الشخص والشيوخ أو غيرهم من الأشخاص الذين يتمتعون بالسلطة التقليدية بين هؤلاء الناس.
صاغ البريطانيون مصطلح «الأبوريجينيين في أستراليا» بعد أن بدأوا استعمار أستراليا في عام 1788، في إشارة إلى جميع الناس الذين كانوا يسكنون القارة حين وصولهم، ولينطبق المصطلح على نسل هؤلاء الأشخاص أيضًا. حتى الثمانينات، كان المعيار القانوني والإداري الوحيد للإدراج في هذه الفئة هو العرق، حيث صنفوا وفقًا للسمات الجسدية المرئية أو الأسلاف المعروفين. كما كان الحال في مستعمرات الرقيق البريطانية في أمريكا الشمالية ومنطقة البحر الكاريبي، ثم اعتُمد مبدأ «بارتوس سيكويتور فينتريم» من العام 1662، والذي يعني تحديد فئة الطفل بحسب فئة والدته، فإن ولد لأم من السكان الأصليين فهو من السكان الأصليين، بغض النظر عن انتماء والده.
في عصر الحكومة الاستعمارية وما بعد الاستعمار، كان الوصول إلى حقوق الإنسان الأساسية يعتمد على عرقك. إذا كنت «من السكان الأصليين بدم صافٍ... أو أي شخص يبدو أنه مختلط الدم مع السكان الأصليين»، فإن نصف الطبقة الاجتماعية هو "أن تكون من أم من السكان الأصليين دونًا عن الأب» (ولكن ليس من أب من السكان الأصليين دونًا عن الأم)، أما «الكوادرون» (الذي ينتمي ربعه للسكان الأصليين) أو كان لديه «نسب» من دم السكان الأصليين فقد كان يُجبر على العيش في المحميات أو الإرساليات، ويعمل من أجل الطعام، ويعطى الحد الأدنى من التعليم، ويحتاج موافقة حكومية للزواج وزيارة الأقارب أو حتى استخدام الأجهزة الكهربائية.
أشار دستور أستراليا، في شكله الأصلي عام 1901 إلى السكان الأصليين مرتين، ولكن دون تعريف. أعطى القسم 51 (26) لبرلمان الكومنولث سلطة التشريع فيما يتعلق بـ «الأشخاص من أي عرق» في جميع أنحاء الكومنولث، باستثناء الأشخاص من «عرق الأبوريجينيين». كان الغرض من هذا البند هو منح الكومنولث سلطة تنظيم العمال المهاجرين غير البيض، الذين سيتبعون فرص العمل بين الولايات. والإشارة الوحيدة الأخرى هي في المادة 127، وتقول «لن يُحسب السكان الأبوريجينييون الأصليون» من ضمن تعداد سكان الكومنولث أو في أي جزء منه. وكان الغرض من المادة 127 هو منع إدراج السكان الأصليين في المادة 24 من قرارات توزيع مقاعد مجلس النواب بين الولايات والأقاليم.
بعد إزالة هذه الإشارات في استفتاء عام 1967، لم يعد في الدستور الأسترالي أي ذكر للسكان الأصليين. منذ ذلك الوقت قُدم عدد من المقترحات لتعديل الدستور لذكر السكان الأصليين الأستراليين على وجه التحديد.
أتاح التغيير في المادة 51 (26) لبرلمان الكومنولث سن قوانين على وجه التحديد فيما يتعلق بالشعوب الأصلية باعتبارها «عرقًا». في قضية سد تسمانيا لعام 1983، طُلب من المحكمة العليا في أستراليا تحديد ما إذا كان تشريع الكومنولث مدعومًا من قبل المادة 51 (26) بشكلها الجديد، هذا التشريع الذي يمكن أن يرتبط تطبيقه بالشعوب الأصلية، ضمن قانون الحفاظ على ممتلكات التراث العالمي لعام 1983 (سي تي إتش) وكذلك التشريعات ذات الصلة. إذ تتعلق القضية بتطبيق التشريعات التي من شأنها الحفاظ على التراث الثقافي للسكان الأصليين في تسمانيا. وقيل إنه يمكن اعتبار السكان الأصليين الأستراليين وسكان جزر مضيق توريس، معًا أو بشكل منفصل وأي جزء منهما، «عرقًا» لهذا الهدف. فيما يتعلق بمعايير تحديد انتماء شخص ما لهذا «العرق»، أصبح تعريف القاضي دين مقبولًا كقانون سارٍ. حيث قال:
ليس من الضروري، لأهداف هذه القضية، النظر في المعنى الذي ينبغي إعطاؤه لعبارة «الأشخاص من أي عرق» في المادة 51 (26). بصراحة، للكلمات معنًا فضفاض وغير تقني.... العبارة هي، في رأيي، مناسبة للإشارة إلى جميع السكان الأصليين الأستراليين مجتمعين. يُزال أي شك موجود في هذا الصدد، بالرجوع إلى الصياغة الاسمية. (26) في شكله الأصلي. هذه العبارة مناسبة أيضًا للإشارة إلى أي مجموعة فرعية عرقية محددة بين السكان الأصليين الأستراليين. بعبارة «السكان الأصليين الأستراليين» أعني، وفقًا لما أفهمه أنه المعنى التقليدي لهذا المصطلح، فإن الشخص من نسب السكان الأصليين، وإن كان مختلطًا، ويُعرف نفسه على هذا النحو ويعترف به مجتمع السكان الأصليين على أنه من السكان الأصليين.
على الرغم من أن تعريف دين المكون من ثلاثة أجزاء يتجاوز المعيار البيولوجي لتحديد هوية الفرد، فقد تعرض لانتقادات لأنه استمر في قبول المعيار البيولوجي كمبدأ أساسي. وقد وجد أنه من الصعب تطبيقه، في كلٍ من أجزائه وفيما يتعلق بالعلاقات بين هذه الأجزاء؛ «النسب» البيولوجي كان معيار التراجع.

### تعاريف من السكان الأصليين الأستراليين
كتبت إيف فيسل، وهي امرأة من شعب غابي-غابي، في نشرة قانون السكان الأصليين وصفًا لما ترغب هي وربما غيرها من السكان الأصليين الآخرين أن يكون تعريفًا عن هويتهم:
تشير كلمة «السكان الأصليين» إلى الساكن الأصلي في أي بلد كان. وإذا كانت سوف تستخدم للإشارة إلينا كمجموعة محددة من الناس فيجب أن تكتب بحرف «A» كبير أي (Aborigine).
وبينما تستخدم الحكومة الأسترالية والمنظمات غير الحكومية مصطلح «السكان الأصليين» (indigenous) بشكل أكثر شيوعًا لوصف السكان الأصليين الأستراليين، قالت لويتا أودونوهيو، في تعليق على احتمال إجراء تعديلات على الدستور الأسترالي:
لا أستطيع أن أعرف حقًا متى أصبح مصطلح «السكان الأصليين» ساريًا، لكنني شخصياً لدي اعتراض عليه، وكذلك الحال بالنسبة للعديد من السكان الأصليين وسكان جزر مضيق توريس... لقد تسلل إلينا فعلًا... مثل اللصوص في الليل... نحن سعداء للغاية بمشاركتنا مع السكان الأصليين في جميع أنحاء العالم، في المنتدى الدولي... لأنهم إخواننا وأخواتنا. لكننا نعترض على استخدامه هنا في أستراليا.
كما قالت أودونوهيو إن مصطلح «السكان الأصليين» قد سلب المالكين التقليديين لأستراليا هويتهم، لأن بعض الناس من غير السكان الأصليين يريدون الآن أن يشيروا إلى أنفسهم على أنهم أصليون بحكم ولادتهم هنا.